# Сидоровское (Московская область)
Сидоровское — село в Одинцовском районе Московской области. Входит в состав городского поселения Голицыно. 

## Описание

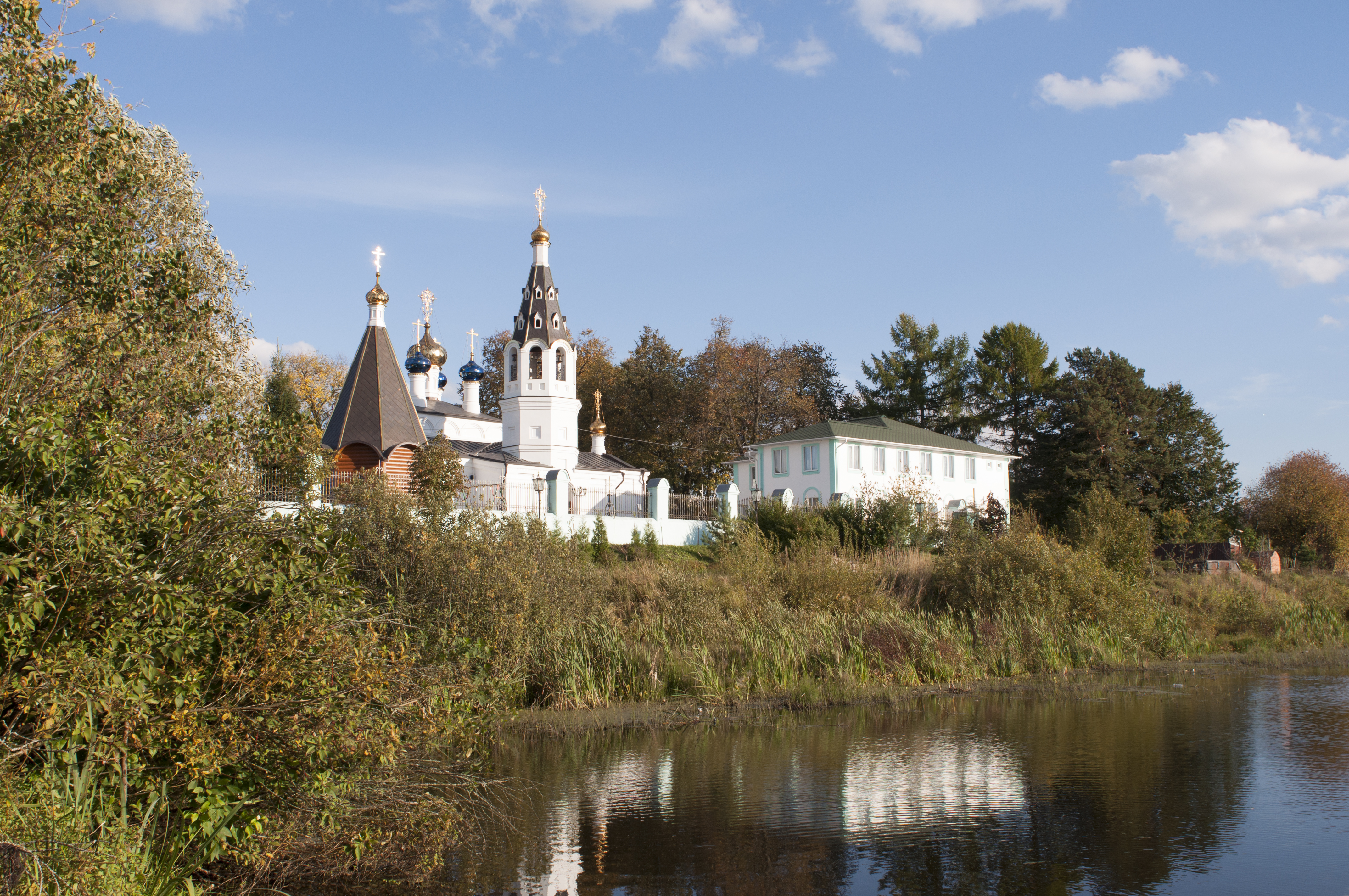
Церковь Николая Чудотворца

Село расположено на западе района, на малом притоке реки Большие Вязёмы, гранича на юге и востоке с ЗАТО Краснознаменск и в 1,5 км к юго-востоку от Голицыно, высота центра над уровнем моря 191 м.
Население 98 человек на 2006 год, в Сидоровском 3 улицы, при селе числится 3 садовых товарищества. В селе действует православная церковь Николая Чудотворца 1680 года постройки, при ней часовня Артемия Веркольского (ранее была ещё часовня, не сохранилась, посвящение неизвестно).

## История
Впервые в исторических документах Сидоровское упоминается с начала XVII века, принадлежало князьям Долгоруким, Тростенским, затем — Волконским и Щербатовым.
До 1756 года принадлежала дипломату князю Щербатову, Иван Андреевичу (1696—1761), как приданое перешло его дочери — княгине Наталье Ивановне Щербатовой(1736—1798), после её смерти — вдове её двоюродного брата князя Фёдора Фёдоровича Щербатова — Анне Григорьевне Щербатовой (1743-?) и их сыну — князю Александру Фёдоровичу (1773—1817).

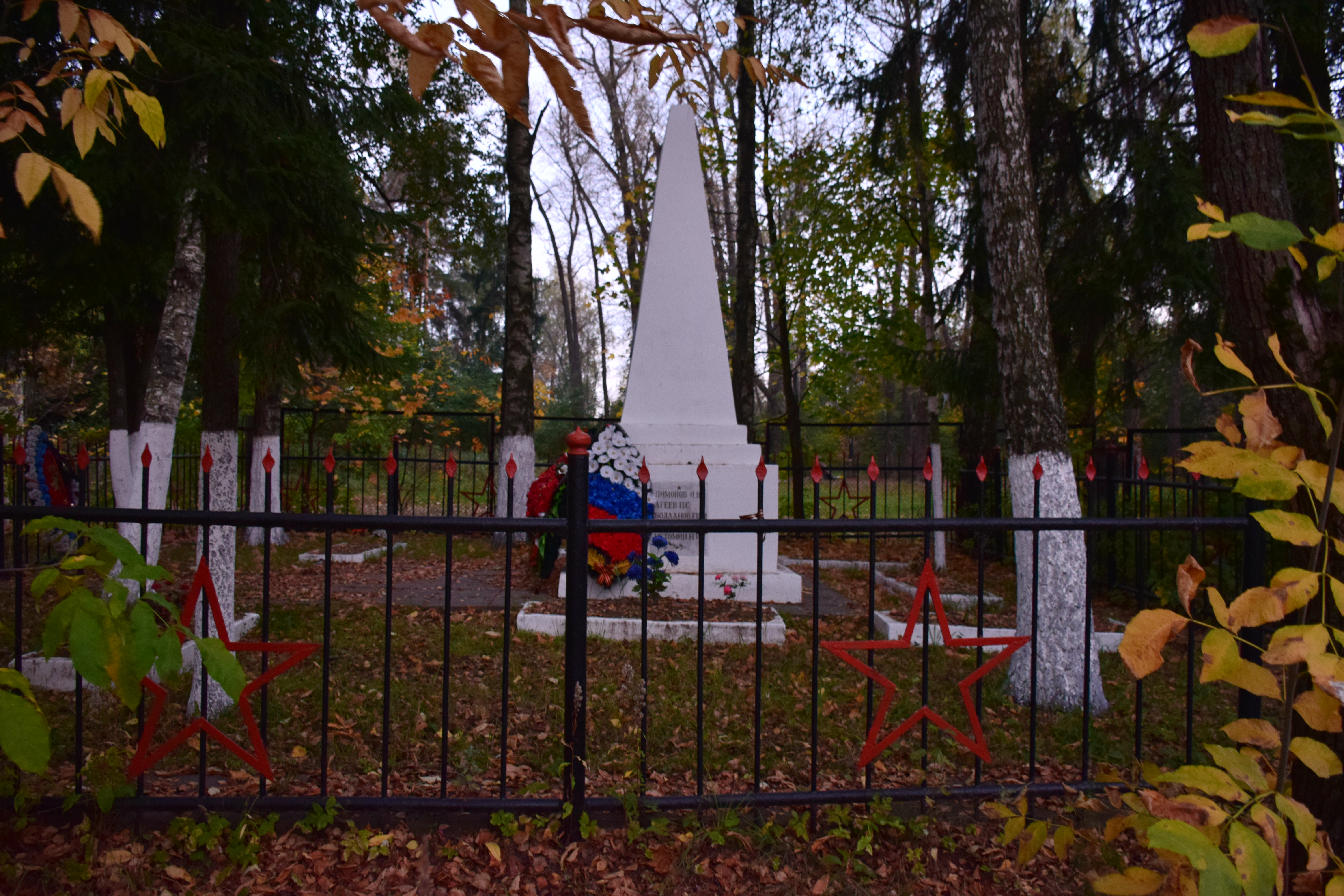
Братская могила советских воинов

В 1852 году в селе, принадлежавшем тайной советнице Эмирике Адамовне Булгаковой, числилось 22 двора и проживал 171 человек.
На 1890 год проживало 234 человека, а через три с половиной десятилетия, по данным переписи 1926 года в селе значились 71 двор и 374 человека, работала школа I ступени. На 1989 год числилось 110 хозяйств и 227 жителей.
До 2006 года село было центром Сидоровского сельского округа Одинцовского района.

## Известные жители
В деревне Сидоровское было небольшое имение московских купцов Болховитиновых, где часто бывала палеонтолог Болховитинова, Мария Александровна (1877—1954). В 1930 году владельцы были изгнаны из имения и частично арестованы.